# 401 v.Chr.
Het jaar 401 v.Chr. is een jaartal volgens de christelijke jaartelling.

## Gebeurtenissen

### Perzië
- Cyrus de Jongere komt in opstand tegen zijn broer Artaxerxes II en verzamelt een Grieks huurlingenleger bij de Ionische kust.
- De Perzische satraap Abrocomas van Syrië maakt plannen om het opstandige Egypte te heroveren.
- Slag bij Cunaxa: Cyrus, waaronder het "Leger van Tienduizend" wordt door een Perzische legermacht van Artaxerxes II verslagen. Tijdens de veldslag verwondt Cyrus zijn broer, maar wordt zelf gedood.

### Griekenland
- De Griekse huurlingen onder Xenophon die voor Cyrus gevochten hebben, beginnen aan een terugtocht dwars door het binnenland van Klein-Azië naar Trapezus aan de Zwarte Zee en daarna langs de kust naar Pergamum.
- Agesilaüs II (401 - 360 v.Chr.) wordt koning van Sparta, na het overlijden van zijn stiefbroer Agis II.

## Overleden
- Agis II, koning van Sparta
- Cyrus de Jongere, kroonpretendent van Perzië